# Baron Malouet

Armes de Pierre-Victor, baron Malouet

Baron Malouet est un titre de la noblesse d'Empire, successivement porté par
- Pierre-Victor Malouet (1740-1814), homme politique français et haut fonctionnaire des XVIIIe et XIXe siècles  (baron du 31 janvier 1810)[1] ;
- Louis Antoine Victor Malouet (1780- 1842), haut fonctionnaire du XIXe siècle, fils du précédent (baron du 18 mai 1811)[1].

Il n'a pas été constitué de majorat.
Le titre est cependant encore porté par :
- Louis-Victor Malouet (1812-1878), conseiller référendaire à la Cour des comptes, fils du précédent ;
- Henri-Dominique Malouet (1847-1925), conseiller référendaire à la Cour des comptes, fils du précédent.